# Cantonul Saint-Omer-Sud
Cantonul Saint-Omer-Sud este un canton din arondismentul Saint-Omer, departamentul Pas-de-Calais, regiunea Nord-Pas-de-Calais, Franța.

## Comune
| Comune      | Populație (1999) | Cod poștal | Cod INSEE |
| ----------- | ---------------- | ---------- | --------- |
| Longuenesse | 12 518           | 62219      | 62525     |
| Saint-Omer  | 15 747 (1)       | 62500      | 62765     |
| Tatinghem   | 1 722            | 62500      | 62807     |
| Wizernes    | 3 448            | 62570      | 62902     |